# Cerotainia leonina
Cerotainia leonina là một loài ruồi trong họ Asilidae. Cerotainia leonina được Hermann miêu tả năm 1912. Loài này phân bố ở vùng Tân nhiệt đới.